# 网页浏览记录
网页浏览记录是指用户访问过的網頁列表以及相关数据，例如网页标题和访问时间。它通常由网络浏览器存储在本地，以便为用户提供一个历史记录列表，从而能回到以前访问过的页面。它可以反映用户的兴趣、需求和浏览习惯。
所有主流浏览器均具有不记录浏览历史记录的无痕浏览模式、这是为了防止浏览历史被第三方收集用于投放有针对性的广告或其他目的。